# Ernest Nash

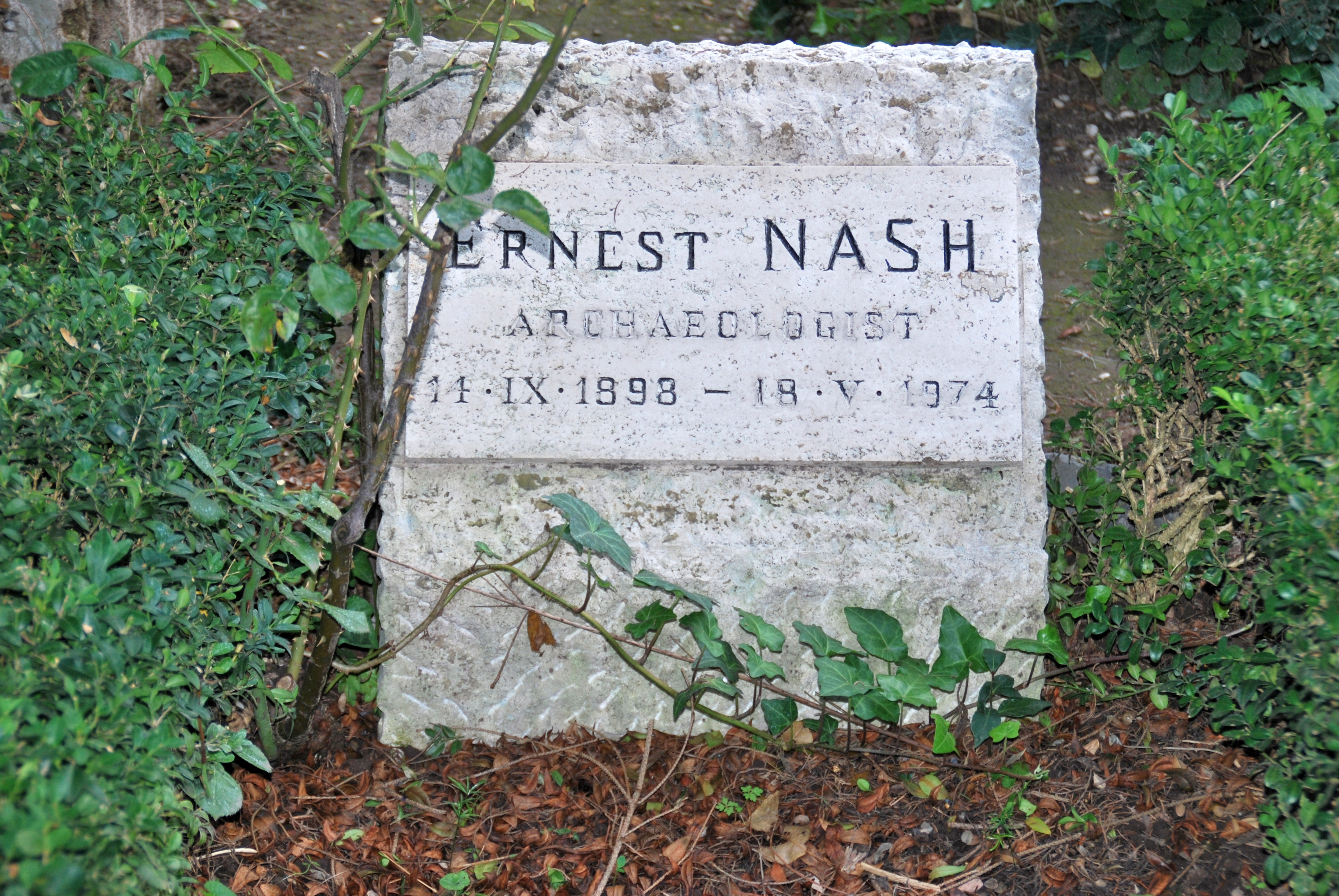
Grabstein von Ernest Nash auf dem Cimitero acattolico in Rom

Ernest Nash (geboren als Ernst Nathan am 14. September 1898 in Nowawes; gestorben am 18. Mai 1974 in Rom) war ein deutschamerikanischer Fotograf und Archäologe. Einer weiteren Öffentlichkeit bekannt wurde er durch sein Bildlexikon zur Topographie des antiken Rom.

## Leben

### Schule und Studium
Ernest Nash war das jüngste von vier Kindern der Eheleute Louis und Betti Nathan. Sein Vater war Webereibesitzer und Vorstandsmitglied der jüdischen Gemeinde von Potsdam, darüber hinaus Mitglied der Baukommission für den Teltowkanal und ab 1900 Gemeindevertreter in Nowawes. Ab 1905 besuchte Nash die Vorschule des Realgymnasiums in Nowawes, anschließend das Realgymnasium, in dessen 1910 errichtetem Neubau heute das Bertha-von-Suttner-Gymnasium in Potsdam-Babelsberg untergebracht ist. Sein Abitur legte er 1916 ab, im Fach jüdischer Religionsunterricht bei dem Potsdamer Rabbiner Hermann Schreiber. Noch vor seinem Abitur gab er anonym eine kleine Schrift unter dem Titel „Ausgrabungen und Inschriften als Erläuterungen ausgewählter Stellen des Horaz“ heraus – eine Studienarbeit des Oberprimaners, die er dem Direktor des Realgymnasiums, Willy Scheel (1869–1929), zueignete.
Er begann ein Studium der Rechtswissenschaft in Berlin, wo er ebenfalls die Vorlesung des Historikers und Epigraphikers Hermann Dessau besuchte. Nach dem ersten Semester meldete er sich als Freiwilliger zur Armee. Während des Einsatzes an der italienischen Front machte er erste Erfahrungen mit dem Medium Fotografie. Nach Ende des Ersten Weltkriegs setzte er sein Studium fort und wurde an der Friedrich-Schiller-Universität Jena promoviert. Die auf Druck der Nationalsozialisten erfolgte Aberkennung des Doktortitels wurde am 9. November 2016 seitens der Universität rückgängig gemacht.

### Anwaltsjahre und Emigration
Zunächst als Haftrichter in Brandenburg angestellt, machte sich Nash 1926 als Anwalt mit eigener Kanzlei im Gebäude der Commerzbank am repräsentativen Wilhelmplatz 20 in Potsdam (Gebäude im April 1945 zerstört – heute WilhelmGalerie am Platz der Einheit) selbständig. Während dieser Zeit verfolgte er mit Nachdruck seine Interesse an Fotografie und dokumentierte Potsdamer Bauwerke, die von römischer Architektur beeinflusst waren. 1928 heiratete er die Jurastudentin Ilse Rubinski, Tochter des 1916 verstorbenen Kaufhausbesitzers Julius Rubinski und seiner Frau Paula David, mit der er zwei Töchter (Eva und Ruth) hatte. Unter dem Eindruck seiner kommunistischen Ideale erklärte er 1929 seinen Austritt aus der jüdischen Gemeinde. Boykottaufrufe gegen jüdische Anwälte der Nationalsozialisten nach der Machtergreifung trafen dennoch auch ihn. Im Jahr 1934 reiste er erstmals nach Rom, wo er Bauten fotografierte, die Potsdamer Bauwerken als Vorbild gedient hatten. Im Jahr 1936 floh Nash endgültig nach Rom, wohin ihm die Familie 1937 folgte. Er widmete sich nun systematisch der Fotografie römischer Antiken und machte die Fotografie zu seinem Beruf. In diesem Rahmen wurde er auch zum Porträtfotografen hoher vatikanischer Würdenträger, etwa der Kardinäle Eugenio Pacelli, später Papst Pius XII., und Giovanni Battista Montini, später Papst Paul VI.
Nach Erlass der italienischen Rassengesetze im Jahr 1938 und der damit verbundenen Ausweisung emigrierte Nash 1939 in die Vereinigten Staaten, wo er sich in New York niederließ. 1942 änderte er seinen Namen in Ernest Nash, unter dem er seither bekannt ist. Es folgte die fotografische Dokumentation römisch beeinflusster Bauwerke New Yorks. Im Jahr 1944 erschien ein erster Bildband unter dem Titel Roman Towns. Photographs and Text by Ernest Nash. Auch die Porträtfotografie setzte er in Amerika fort und fotografierte vor allem Musiker wie Béla Bartók und dessen Frau Ditta Pásztory-Bartók, den Komponisten Benjamin Britten, die Violinisten Bronisław Huberman und Joseph Szigeti, die Dirigenten Sir Thomas Beecham und George Szell oder den Jazzmusiker Benny Goodman.

### Rückkehr nach Europa
Ernest Nash wurde amerikanischer Staatsbürger und kehrte als solcher 1949 nach Europa zurück. Während mehrerer Aufenthalte in Rom setzte er seine Arbeiten zu Architektur und Topographie der antiken Stadt fort. Nach der Scheidung von seiner ersten Frau heiratete er 1952 Irene Lande, eine Studentin der semitischen Sprachen. Seine Fotosammlung mit 3.135 Negativen und 1.500 Abzügen stiftete er 1955 der Unione internazionale degli istituti di archeologia, storia e storia dell’arte in Roma, einer Vereinigung der meisten in der italienischen Hauptstadt ansässigen ausländischen und italienischen Forschungseinrichtungen. Als Stiftungsdirektor verlegte Nash seinen Wohnort nun endgültig nach Rom. Heute ist die erheblich erweiterte Sammlung in der American Academy in Rome untergebracht.
Auf Basis des zunehmend erweiterten fotografischen Materials entstand in diesen Jahren sein zweibändiges Bildlexikon zur Topographie des antiken Rom, das 1961–62 vom Deutschen Archäologischen Institut publiziert wurde und zugleich in englischer Übersetzung erschien. Das Werk ist bis heute ein grundlegendes Hilfsmittel und wichtiges Dokument bei der Beschäftigung mit Architektur und Topographie des antiken Rom.
Bereits 1961 starb Nashs Frau Irene und er heiratete 1965 die Österreicherin Berti Kern, die seine Frau während ihrer Krankheit gepflegt hatte. Es folgten weitere Fotosurveys in Italien und an anderen Orten, unter anderem 1966 in Israel. Im Jahr 1974 starb Ernest Nash in Rom, wo er auf dem Cimitero acattolico bestattet wurde.

## Würdigungen und Ehrungen
Für seine Verdienste um die Topographie Roms erhielt Nash das Verdienstkreuz der Bundesrepublik Deutschland. Die American Academy veranstaltete anlässlich seines 75. Geburtstags 1973 ein Symposium zur Topographie Roms. Zu seinem 100. Geburtstag folgte 1998 ein weiteres Symposium an der American Academy in Rom in Erinnerung an Ernest Nash. Im Jahr 2000 fand in Potsdam vom 27. August bis 15. Oktober die Ausstellung Ernest Nash/Ernst Nathan 1898–1974. Photographie: Potsdam, Rom, New York, Rom statt. Sie verteilte sich auf zwei Ausstellungsorte: ein Teil der Fotografien wurde in den Römischen Bädern im Park Sanssouci, ein Teil im Museumsgebäude Im Güldenen Arm des Potsdam Museums ausgestellt.

## Publikationen
- Roman Towns. Photographs and Text by Ernest Nash. J. J. Augustin, New York 1944.
- Ludwig Curtius, Alfred Nawrath: Das antike Rom. Neu bearbeitet und herausgegeben von Ernest Nash. Schroll, Wien / München 1957.
- Bildlexikon zur Topographie des antiken Rom. Herausgegeben vom Deutschen Archäologischen Institut. Zwei Bände. Wasmuth, Tübingen 1961–1962.
  - englisch: Pictorial Dictionary of Ancient Rome. Zwei Bände. A. Zwemmer, London / New York 1961–1962 (Digitalisat).